# Капранское
Капранское (укр. Капранське), село, Колонтаевский сельский совет,
Краснокутский район,
Харьковская область.
Код КОАТУУ — 6323583702. Население по переписи 2001 года составляет 18 (8/10 м/ж) человек.

## Географическое положение
Село Капранское находится на правом берегу реки Мерла,
выше по течению на расстоянии в 2 км расположено село Колонтаев,
ниже по течению на расстоянии в 1 км — село Марьино (Полтавская область).
Вдоль русла реки проведено несколько ирригационных каналов.
Рядом проходит автомобильная дорога Т-1701.
Капранское является самым западным населённым пунктом Харьковской области.

## История
- 1699 — дата основания.

## Экономика
- Рыбопитомник «Краснокутский».